# Saint Albert
Saint Albert es una ciudad canadiense, situada en la provincia de Alberta. Está en las afueras de la conurbación de Edmonton, noroeste de la capital. Según el censo de 2011 su población es 61.466.

## Historia
Saint Albert fue fundado el 7 de diciembre de 1899, cuando el área era en los Territorios del Noroeste. Fue dado el estatus de villa el 1 de septiembre de 1904 y es una ciudad desde el 1 de enero de 1977.
La ciudad lleva el nombre de Alberto de Lovaina (1166-1192), elegido por su fundador Albert Lacombe. Aunque, una estatua del Alberto Magno (1193/1206-1280) fue erigida por error.

## Población
Según el censo de 2006, la población de Saint Albert era 57.345 (en 2001 era 53.081). El idioma inglés es el primer-idioma principal (88,38%, 50.680 hablantes) y hay 1.795 hablantes del otro idioma principal de Canadá, el francés (3,13%). 175 hablan inglés y francés y 4.675 hablan otros idiomas no oficiales (8,15%). 1.640 (2,86%) de su población es aborigen. Hay 2.525 (4,4%) habitantes que no son blancos, el grupo más grande lo constituyen los chinos (880, 1,53%).